# Juan Velasco
Juan Velasco Damas est un footballeur espagnol né le 17 mai 1977 à Dos Hermanas. Il évolue au poste de défenseur latéral droit.
Juan Velasco a reçu 5 sélections en équipe d'Espagne et a participé à l'Euro 2000 avec cette équipe.

## Carrière
- 1997-1999 : FC Séville  Espagne
- 1999-2004 : Celta Vigo  Espagne
- 2004-2006 : Atlético de Madrid  Espagne
- 2006-2007 : Espanyol Barcelone  Espagne
- 2008 : Norwich City  Angleterre
- 2008-2009 : Panthrakikos FC  Grèce
- 2010- : AEL Larissa  Grèce[1]

## Palmarès
- 5 sélections en équipe d'Espagne lors de l'année 2000
- Vainqueur de la Coupe Intertoto en 2000 avec le Celta Vigo (titre partagé)